# フッド郡 (テキサス州)
フッド郡（フッドぐん、英: Hood County）は、アメリカ合衆国テキサス州の中央部北、エドワーズ高原に位置する郡である。2010年国勢調査での人口は51,182人であり、2000年の41,100人から24.5%増加した。郡庁所在地はグランベリー市（人口7,978人）であり、同郡で人口最大の都市でもある。
フッド郡はダラス・フォートワース・アーリントン大都市圏（メトロプレックスと呼ばれている）に属している。

## 歴史
フッド郡は1866年にジョンソン郡の一部から設立され、郡名は南北戦争の南軍中将で、フッド・テキサス旅団を指揮したジョン・ベル・フッドに因んで名付けられた。

## 地理
アメリカ合衆国国勢調査局に拠れば、郡域全面積は437平方マイル (1,131.8 km2)であり、このうち陸地422平方マイル (1,093.0 km2)、水域は15平方マイル (38.8 km2)で水域率は3.48%である。

### 主要高規格道路
- アメリカ国道377号線
- テキサス州道144号線

### 隣接する郡
- パーカー郡 - 北
- ジョンソン郡 - 東
- サマーヴェル郡 - 南
- イーラス郡 - 西
- パロピント郡 - 北西

## 人口動態
以下は2000年の国勢調査による人口統計データである。
| 基礎データ - 人口: 41,100人 - 世帯数: 16,176 世帯 - 家族数: 12,099 家族 - 人口密度: 38人/km2（93人/mi2） - 住居数: 19,105軒 - 住居密度: 18軒/km2（45軒/mi2） 人種別人口構成 - 白人: 94.77% - アフリカン・アメリカン: 0.33% - ネイティブ・アメリカン: 0.82% - アジア人: 0.31% - 太平洋諸島系: 0.04% - その他の人種: 2.40% - 混血: 1.32% - ヒスパニック・ラテン系: 7.24% 年齢別人口構成 - 18歳未満: 23.6% - 18-24歳: 6.7% - 25-44歳: 25.2% - 45-64歳: 26.6% - 65歳以上: 17.9% - 年齢の中央値: 42歳 - 性比（女性100人あたり男性の人口） - 総人口: 96.2 - 18歳以上: 94.1 | 世帯と家族（対世帯数） - 18歳未満の子供がいる: 28.8% - 結婚・同居している夫婦: 63.6% - 未婚・離婚・死別女性が世帯主: 7.8% - 非家族世帯: 25.2% - 単身世帯: 21.6% - 65歳以上の老人1人暮らし: 10.0% - 平均構成人数 - 世帯: 2.50人 - 家族: 2.88人 収入と家計 - 収入の中央値 - 世帯: 43,668米ドル - 家族: 50,111米ドル - 性別 - 男性: 38,662米ドル - 女性: 23,723米ドル - 人口1人あたり収入: 22,261米ドル - 貧困線以下 - 対人口: 8.5% - 対家族数: 6.0% - 18歳未満: 10.0% - 65歳以上: 7.4% |

## メディア
フッド郡は北中テキサスのダラス・フォートワース・メディア市場に属している。地元ではテレビ局10局から放送が流されている。

## 都市と町
| - アクトン、未編入の町 - ブラゾスベンド - クレッソン、一部はジョンソン郡 - デコルドバ - グランベリー - 郡庁所在地 | - リパン、一部はパロピント郡 - オークトレイルショアーズ、未編入の町 - パラクシー、未編入の町 - ペカンプランテーション、未編入の町 - トーラー |

## 教育
フッド郡の公共教育は下記の独立教育学区が管轄している。
- ブラフデール独立教育学区、大半はイーラス郡内
- グレンローズ独立教育学区、大半はサマーヴェル郡内
- ゴッドリー独立教育学区、大半はジョンソン郡内、小部分がタラント郡内
- グランベリー独立教育学区、小部分がジョンソン郡とパーカー郡内
- リパン独立教育学区、小部分がイーラス、パロピント、パーカー郡内
- トーラー独立教育学区